# Тюрін Іван Віталійович
Іван Віталійович Тю́рін (нар. 21 травня 1997, Одеса ) — український футболіст, воротар словацької команди ФК "Земплін Міхайлівці"

## Спортивна кар'єра
Іван Тюрін є вихованцем ДЮСШ «Зміна-Оболонь» (Київ), за яку він виступав у Дитячо-юнацькій футбольній лізі України до 2013 року. У сезоні 2013/14 років виступав за Академію ФК «Дніпро» (Дніпропетровськ).
З серпня 2014 по 2016 рік виступав за U-19 та U-21 ФК «Чорноморець» (Одеса).
17 серпня 2017 року перейшов до ФК «Оболонь-Бровар» (Київ).
1 липня 2021 року перейшов ФК "Епіцентр" (Дунаївці)
1 лютого 2022 року повернувся до ФК "Оболонь" (Київ)
7 квітня 2022 року підписав контракт з французькою командою GFA Rumilly-Vallières
20 січня 2023 року підписав контракт з словацькою командою ФК "Татран Прешов"
12 лютого 2024 року перейшов до команди ФК "Земплін Міхайлівці"